# 쿤밍시
쿤밍(중국어: 昆明, 병음: Kūnmíng)은 중화인민공화국 윈난성의 성도이다. 2023년 인구는 868만명으로 추정된다. 이 도시는 거대한 호수 뎬츠호의 북쪽 가장자리에 위치하고 있다. 1년 내내 온화한 기후로 인하여 때때로 봄의 도시라고 불리기도 한다.

## 지리
쿤밍은 윈난 성 중동부에 위치한다. 북위 24°23´와 26°22´, 동경 102°10´와 103°40´ 사이에 위치한다. 동서의 길이는 140 km, 남북의 길이는 220km에 달한다.
뎬츠 호 북안의 비옥한 호수 분지에 위치하며 북쪽, 서쪽, 동쪽은 산으로 둘러싸여 있다. 쿤밍은 항상 중국 남서부의 통신의 중추 역할을 해왔다. 뎬츠 호는 "고원의 진주"로 불리며 중국에서 여섯 번째로 큰 담수호이자 윈난 성에서 가장 큰 호수로 면적은 340km2에 달한다.
낮은 위도와 윈구이고원의 1890m의 높은 고도에 위치하여 연중 온화한 기후가 계속된다. 춥고 건조한 겨울은 짧고 따뜻하고 습한 여름은 길다. 여름은 결코 덥지 않아 기온이 30 °C 이상 한두 차례 오를 뿐이다. 그러나 겨울에는 때때로 변덕스럽게 눈이 오기도 한다.
온화한 고원 계절풍 기후로 겨울의 평균최고기온은 15 °C이고 여름의 평균최고기온은 24 °C이다. 항상 봄같은 날씨는 식물과 꽃이 자라기에 이상적인 환경을 제공하며 쿤밍은 "영원한 봄의 도시"로 알려져있다. 도시는 연중 꽃이 만개하고 푸르른 숲으로 덮여있다.
5월부터 10월까지는 우기이고 나머지 기간은 건조하다. 연평균 강수량은 1000mm이고 연일조시간은 2250시간이며 무상일수는 230일이다.
쿤밍에서 가장 높은 지점은 루취안에 있는 자오쯔 산의 마쭝 능선으로 4247m이고 가장 낮은 지점은 둥촨구의 샤오강과 진사강이 합류하는 지점으로 695m이다. 시가지의 고도는 1891m이다.
도시에서 동남쪽으로 96km 떨어진 곳에는 카르스트 지형이 형성되어있어 동굴, 아치가 많아 많은 관광객들을 모으고 있다.
| 쿤밍시의 기후                                                 | 쿤밍시의 기후 | 쿤밍시의 기후 | 쿤밍시의 기후 | 쿤밍시의 기후 | 쿤밍시의 기후 | 쿤밍시의 기후 | 쿤밍시의 기후 | 쿤밍시의 기후 | 쿤밍시의 기후 | 쿤밍시의 기후 | 쿤밍시의 기후 | 쿤밍시의 기후 | 쿤밍시의 기후 |
| 월                                                            | 1월           | 2월           | 3월           | 4월           | 5월           | 6월           | 7월           | 8월           | 9월           | 10월          | 11월          | 12월          | 연간          |
| ------------------------------------------------------------- | ------------- | ------------- | ------------- | ------------- | ------------- | ------------- | ------------- | ------------- | ------------- | ------------- | ------------- | ------------- | ------------- |
| 역대 최고 기온 °C (°F)                                        | 23.3 (73.9)   | 25.6 (78.1)   | 28.2 (82.8)   | 30.4 (86.7)   | 31.3 (88.3)   | 30.0 (86.0)   | 30.3 (86.5)   | 30.3 (86.5)   | 30.4 (86.7)   | 27.4 (81.3)   | 25.3 (77.5)   | 25.1 (77.2)   | 31.3 (88.3)   |
| 일평균 최고 기온 °C (°F)                                      | 16.3 (61.3)   | 18.5 (65.3)   | 21.8 (71.2)   | 24.3 (75.7)   | 25.2 (77.4)   | 25.4 (77.7)   | 24.8 (76.6)   | 25.0 (77.0)   | 23.5 (74.3)   | 21.1 (70.0)   | 18.7 (65.7)   | 16.0 (60.8)   | 23.5 (74.3)   |
| 일일 평균 기온 °C (°F)                                        | 9.3 (48.7)    | 11.5 (52.7)   | 14.8 (58.6)   | 17.8 (64.0)   | 19.6 (67.3)   | 20.7 (69.3)   | 20.5 (68.9)   | 20.2 (68.4)   | 18.8 (65.8)   | 16.2 (61.2)   | 12.5 (54.5)   | 9.5 (49.1)    | 16.0 (60.8)   |
| 일평균 최저 기온 °C (°F)                                      | 4.0 (39.2)    | 5.8 (42.4)    | 8.9 (48.0)    | 12.0 (53.6)   | 14.9 (58.8)   | 17.3 (63.1)   | 17.6 (63.7)   | 17.2 (63.0)   | 15.7 (60.3)   | 12.9 (55.2)   | 8.2 (46.8)    | 4.8 (40.6)    | 11.6 (52.9)   |
| 역대 최저 기온 °C (°F)                                        | −2.8 (27.0)   | −1.6 (29.1)   | −5.2 (22.6)   | 2.0 (35.6)    | 5.5 (41.9)    | 10.8 (51.4)   | 11.6 (52.9)   | 11.5 (52.7)   | 6.2 (43.2)    | 4.0 (39.2)    | −0.8 (30.6)   | −7.8 (18.0)   | −7.8 (18.0)   |
| 평균 강수량 mm (인치)                                         | 23.8 (0.94)   | 11.9 (0.47)   | 19.6 (0.77)   | 25.4 (1.00)   | 80.1 (3.15)   | 173.1 (6.81)  | 215.7 (8.49)  | 195.9 (7.71)  | 119.3 (4.70)  | 82.4 (3.24)   | 30.1 (1.19)   | 13.7 (0.54)   | 991.0 (39.02) |
| 평균 강수일수 (≥ 0.1 mm)                                      | 4.3           | 3.7           | 5.4           | 6.5           | 11.1          | 16.5          | 19.7          | 18.9          | 13.9          | 12.0          | 5.3           | 3.7           | 121.0         |
| 평균 강설일수                                                 | 1.0           | 0.4           | 0.2           | 0             | 0             | 0             | 0             | 0             | 0             | 0             | 0.1           | 0.4           | 2.1           |
| 평균 상대 습도 (%)                                            | 66            | 58            | 54            | 55            | 64            | 75            | 79            | 78            | 78            | 78            | 74            | 71            | 69            |
| 평균 월간 일조시간                                            | 223.6         | 223.9         | 253.3         | 252.2         | 217.2         | 148.0         | 122.6         | 142.9         | 127.1         | 143.2         | 191.5         | 195.4         | 2,240.9       |
| 가능 일조율                                                   | 67            | 70            | 68            | 66            | 52            | 36            | 29            | 36            | 35            | 40            | 59            | 60            | 52            |
| 출처: 중국기상국 (평년값: 1991년~2020년, 극값: 1981년~2010년) |               |               |               |               |               |               |               |               |               |               |               |               |               |

## 역사
삼국지연의에 의하면 이곳은 남만으로, 765년에 남조의 척동성으로서 유명해졌다. 1276년 원나라에 정복된 후 '쿤밍'이라는 이름이 시작되었다. 14세기에 명에 정복되어, 성벽 도시가 쌓아 올려진 것이 오늘날까지 계속되었다.
20세기 들어 중일 전쟁이 본격화되고, 중국국민당 정부가 충칭으로 퇴각하면서, 외국의 지원을 받아들이는 대외창구가 되어, 쿤밍의 비행장은 버마(지금의 미얀마), 홍콩, 인도와 충칭시를 연결하기도 했다.

## 행정구역
7개의 시할구, 1개의 현급시,3개의 현과 3개의 자치현을 관할한다.
| 쿤밍시 현급구역           | 이름               | 한자   | 면적(km2) | 인구(명) |
| ------------------------- | ------------------ | ------ | --------- | -------- |
|                           |                    |        |           |          |
| 시할구                    |                    |        |           |          |
| 우화 구                   | 五华区             | 381.6  | 81만      |          |
| 판룽 구                   | 盘龙区             | 334.1  | 65만      |          |
| 관두 구                   | 官渡区             | 632.7  | 74.6만    |          |
| 시산 구                   | 西山区             | 881.8  | 69.1만    |          |
| 둥촨 구                   | 东川区             | 1863.4 | 29.1만    |          |
| 청궁 구                   | 呈贡区             | 509.8  | 22.8만    |          |
| 진닝 구                   | 晋宁区             | 1336   | 28.3만    |          |
| 현급시                    |                    |        |           |          |
| 안닝 시                   | 安宁市             | 1301   | 31.7만    |          |
| 현                        |                    |        |           |          |
| 푸민 현                   | 富民县             | 994    | 15만      |          |
| 쑹밍 현                   | 嵩明县             | 1349   | 34.7만    |          |
| 이량 현                   | 宜良县             | 1923   | 41.8만    |          |
| 자치현                    |                    |        |           |          |
| 루취안 이족 먀오족 자치현 | 禄劝彝族苗族自治县 | 4233.8 | 44.1만    |          |
| 쉰뎬 후이족 이족 자치현   | 寻甸回族彝族自治县 | 3589   | 50.4만    |          |
| 스린 이족 자치현          | 石林彝族自治县     | 1679.6 | 24만      |          |

## 경제

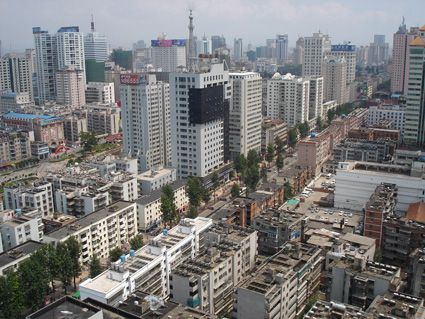
쿤밍 시가지

쿤밍의 경제는 1992년에 중국 전체 도시 중에서 12위를 차지했다. 쿤밍은 중국 남서부의 다른 도시들을 뛰어넘는 세가지 이점을 가지고 있다. 풍부한 천연 자원과 우수한 지역 소비 시장, 온화한 기후가 그것이다.
윈난의 지리적인 중심에 위치한 덕분에 쿤밍은 중국에서 가장 큰 농산물, 광물, 수력 전기의 생산지 중 하나이자 성의 방대한 자원을 위한 주요 상업 중심지이다.
쿤밍의 주요 산업은 구리, 납, 아연 생산이고 철강 산업은 크게 확장되었다. 쿤밍 주변의 소금과 인산염 광산은 중국에서 가장 큰 것이다. 윈난 구리 공사는 쿤밍을 기반으로 한 윈난 성에서 가장 큰 광산 회사이다. 1970년대 후반부터 쿤밍의 주요 산업으로 식품과 담배 가공, 건설 장비와 기계 제조가 포함되었다.
1995년 5월에 중국 정부는 쿤밍을 개방 도시로 승인했다. 한 해가 끝날 무렵에 도시는 929개의 해외투자기업으로부터 10억 7300만 달러의 외국 자본을 포함한 총 22억 8600만 달러의 투자를 승인했다. 40개가 넘는 프로젝트가 900만 달러가 넘는 것들이다.
쿤밍은 또한 공작 기계와 전기 기계와 설비 자동차 제조와 같은 공학 산업의 중심지이다. 또한 플라스틱, 시멘트, 직물과 같은 화학 산업도 발달해있다. 1997년에 윈난 타이어 회사는 쿤밍에 타이어 공장을 개설했고 연간 200만 개의 타이어 생산 능력을 갖추고 있다.
중국 남서부에 위치해있기 때문에 쿤밍은 대체적으로 1990년대의 급속한 경제 성장의 혜택을 받지 못했다. 그러나 최근에 도시는 남부아시아와 동남아시아로 향하는 국제적인 상업 중심지로 새롭게 주목받고 있다.
쿤밍 경제국은 중국의 다른 지역 및 캄보디아, 라오스, 미얀마, 타이, 싱가포르, 베트남과의 교역을 장려하기 위해서 대 메콩강 구역 경제 합작에도 활발히 참여하고 있다.
쿤밍과 타이, 베트남, 라오스의 다른 지역을 연결하는 몇 개의 도로와 고속도로가 계획 중으로 쿤밍에서 해항으로 접근하는 운송 수단을 제공할 것이다.
2006년에 중국 정부는 미얀마의 해안 도시 시트웨에서 쿤밍을 연결하는 2912 km 길이의 송유관 건설을 승인했다. 이 송유관은 믈라카 해협과 남중국해를 통해 운반되던 아프리카와 중동의 석유를 중국으로 나르는 새로운 통로가 될 것이다. 새 송유관은 석유를 운반하는데 걸리는 시간을 2주 정도 단축시킬 것으로 예상된다. 쿤밍은 또한 유입되는 석유를 위한 석유정제업의 장소가 될 것이다.

## 교육
쿤밍은 중국 남서부의 교육, 문화의 중심지이다. 종합대학과 의과대학, 사범대학, 공대, 과학연구센터 등을 가지고 있다. 쿤밍은 300개 이상의 과학연구소가 있고, 중급 인력과 고급인력을 포함해 45만 명의 과학자들과 기술자들을 고용하고 있다.

### 대학
- 윈난대학교 (1922)
- 쿤밍과학대학교(1925)
- 윈난보통대학교
- 윈난보통대학교 비즈니스 스쿨
- 윈난재무-경제대학교
- 윈난농업대학교
- 윈난한의대학교
- 윈난의과대학교
- 쿤밍대학교
- 남서삼림대학교
- 윈난예술대학교

## 교통
쿤밍은 윈난 구우저우고원에 자리를 잡고 있다. 철도와 항공은 쿤밍을 여행하는 주요 교통수단이다.

### 항공
쿤밍 창수이 국제공항이 있다.
```
이민국 검색이 엄청 까다롭고 융통성이 없다.
```

초보 일꾼들이 많고 영어 소통이 힘들다
관광 비추

### 지하철
쿤밍 지하철이 있다.

## 민족
중국의 다른 지역과 비교해 보면, 쿤밍은 성비가 1.05대 1로 고른 지역 중 하나이다.
쿤밍은 윈난 소수민족 문화의 접점이다. 25개의 민족이 윈난에 살고 있으며, 이것은 중국 소수민족 전체의 절반에 해당하는 수이다. 전체 성인구의 1/3이 소수민족이다.
쿤밍의 인구는 5백만 이상이며, 한족이 4백만 이상이다. 쿤밍의 소수민족 중에는 이족이 40만 이상으로 가장 인구가 많다. 2006년 기준으로 쿤밍의 한족 및 소수민족 인구는 다음과 같다.
- 한족: 4,383,500
- 이족: 400,200
- 후이족: 149,000
- 바이족: 73,200
- 먀오족: 46,100
- 리수족: 17,700
- 좡족: 14,000
- 다이족: 13,200
- 하니족: 11,000
- 나시족: 8,400
- 만주족: 4,800
- 부이족: 3,400
- 몽골족: 2,500
- 라후족: 1,700
- 티베트족: 1,500
- 야오족: 1,100
- 징포족: 1,100
- 와족: 1,000
- 부랑족: 441
- 푸미족: 421
- 수이족: 294
- 아창족: 263
- 누족: 156
- 지노족: 135
- 두룽족: 75

## 자매도시
- 일본 가나가와, 후지사와
- 스위스 취리히
- 미국 덴버
- 태국 치앙마이
- 미얀마 양곤
- 대한민국 고양시

## 같이 보기
- 정화 (명나라)